# Misha
Misha, właśc. Michaela Paľová (ur. 6 marca 1975 w Michalovach) – słowacka piosenkarka i kompozytorka.

## Życiorys
Śpiewa od 1999 roku. W maju 2002 r. wzięła udział w konkursie muzycznym Coca-Cola Popstar, który wygrała. Jeszcze w tymże roku wydała debiutancki album pt. Colors In My Life z utworami Náladu mi dvíhaš i Druhá. Album odniósł sukces komercyjny, osiągając status platynowej płyty.
W ankiecie Slávik 2002 Misha została wyróżniona jako objawienie roku. Drugi album pt. Misha, przygotowany we wrześniu 2004 r., zawierał m.in. utwory Barbecue, Možno sa to dá i Dobrý pocit. Trzeci album studyjny artystki wyszedł w październiku 2007 roku.